# Consejería de la Presidencia, Administración Pública e Interior de la Junta de Andalucía
La Consejería de la Presidencia, Administración Pública e Interior fue el departamento de la Junta de Andalucía encargado de las competencias autonómicas referidas a la asistencia política, técnica y jurídica del Presidente y del Gobierno, protocolo, gestión económica de la Presidencia, comunicación, coordinación de la acción del Consejo en materia de seguridad y servicios de emergencias, elecciones y consultas, espectáculos y actividades recreativas, voluntariado, drogodependencias y protección de animales. Recibe este nombre desde el inicio de la XI legislatura (2019-2023).
Su actual consejero y máximo responsable es Antonio Sanz, y tiene su sede en el Palacio de San Telmo de Sevilla. 

## Reseña histórica
La Consejería de Presidencia fue creada en la I Legislatura de la Junta de Andalucía, en 1982. Desde entonces, su denominación ha variado según haya funcionado como un departamento independiente o compartido competencias con otras áreas de gobierno:
- Consejería de la Presidencia (1982-2012 y 2013-2015)
- Consejería de la Presidencia e Igualdad (2012-2013)
- Consejería de Presidencia, Administración Local y Relaciones Institucionales (26/01/2015 - 16/06/2015)
- Consejería de Presidencia y Administración Local (17/06/2015 - 2017)
- Consejería de la Presidencia, Administración Local y Memoria Democrática (2017-2019)
- Consejería de Presidencia, Administración Pública e Interior (2019-2022)
- Consejería de la Presidencia, Interior, Diálogo Social y Simplificación Administrativa (2022 - Actualidad)

## Estructura Orgánica
- Viceconsejería
- Secretaría General para la Administración Pública
  - Dirección General de Recursos Humanos y Función Pública
- Secretaría General de la Presidencia
- Secretaría General de Interior y Espectáculos Públicos
  - Dirección General de Emergencias y Protección Civil

- Secretaría General de Acción Exterior
  - Dirección General de Relaciones con los Andaluces en el Exterior

- Comisionado para el Cambio Climático y Modelo Energético
- Secretaría General Técnica
- Gabinete Jurídico de la Junta de Andalucía
- Dirección General de Comunicación Social
- Dirección General de Estrategia Digital y Gobierno Abierto
- Dirección General de Coordinación y Políticas Migratorias
- Delegaciones del Gobierno

## Entes adscritos a la consejería
- Radio Televisión Andaluza (RTVA)
- Instituto Andaluz de Administración Pública
- Centro de Estudios Andaluces
- Agencia Andaluza de Promoción Exterior (EXTENDA)
- Agencia Andaluza de la Energía
- Agencia Pública y Empresarial de la Radio y Televisión de Andalucía
- Canal Sur Radio y Televisión, S.A.
- Sociedad Andaluza para el Desarrollo de las Telecomunicaciones, S.A. (SANDETEL)
- Fundación Audiovisual Pública Andaluza

- Fundación Pública Andaluza Barenboim-Said

- Fundación Pública Andaluza Centro de Estudios Andaluces
- Consorcio Fernando de Los Ríos